# Guenizà del Caire
La guenizà del Caire és una col·lecció d'aproximadament 400.000 fragments de manuscrits jueus i documents administratius fatimites antigament conservats a la guenizà de la sinagoga Ben Ezra a Fustat (Egipte). Aquests manuscrits abasten tota la història dels jueus a l'Orient Pròxim, el nord d'Àfrica i al-Àndalus des del segle vi fins al segle xix i formen la col·lecció de manuscrits medievals més rica i gran del món.
Els textos de la guenizà estan escrits en diverses llengües, sobretot hebreu, àrab i arameu, i majoritàriament estan en vitel·la i paper, encara que també n'hi ha en papir i tela. A més a més de contenir textos religiosos, com ara obres bíbliques, talmúdiques i rabíniques (incloent-n'hi algunes d'originals), la guenizà ofereix una perspectiva detallada de la vida econòmica i cultural de la Mediterrània entre els segles x i xiii.
Avui en dia, els manuscrits de la guenizà del Caire estan dispersats entre un grapat de biblioteques, entre les quals hi ha la Biblioteca de la Universitat de Cambridge, el Seminari Teològic Jueu d'Amèrica, la Biblioteca John Rylands, la Biblioteca Bodleiana, el Centre Katz d'Estudis Judaics Avançats de la Universitat de Pensilvània, la British Library, l'Acadèmia Hongaresa de les Ciències, la Biblioteca Nacional de Rússia, l'Aliança Israelita Universal, la Biblioteca Younes i Soraya Nazarian de la Universitat de Haifa i múltiples col·leccions privades d'arreu del món. La majoria dels fragments provenen de la guenizà de la sinagoga Ben Ezra, però n'hi ha d'altres que foren descoberts en excavacions properes a la sinagoga i el cementiri Basatin, a l'est del Caire Vell. Les actuals col·leccions de manuscrits de la guenizà del Caire inclouen alguns documents antics comprats per col·leccionistes a Egipte a la segona meitat del segle xix.